# Dúgvan
Dúgvan (Duen) var et færøsk månedsblad. Det udkom fra januar 1894 til 1928, på dansk og med undertitlen "afholdsblad for Færøerne". En ny avis med samme navn og formål udkom fra 1941 til 1942, denne gang på færøsk.

## Redaktører
- P. Jensen 1894–1899
- Rasmus Effersøe 1899–1900
- Djóni í Geil 1899–1907
- Hans A. Djurhuus 1908–1910
- Rasmus Effersøe 1910–1915
- Poul Niclasen 1916–1925
- Símun av Skarði 1927–1928